# Historische Bereiche von Istanbul
Die Historischen Bereiche von Istanbul umfassen Teile der Altstadt von Istanbul und sind seit 1985 eine UNESCO-Stätte des Weltkulturerbes.
Mit seiner strategischen Lage auf der Bosporus-Halbinsel zwischen dem Balkan und Anatolien, dem Schwarzen Meer und dem Mittelmeer wird Istanbul seit mehr als 2000 Jahren mit bedeutenden politischen, religiösen und kunsthistorischen Ereignissen in Verbindung gebracht. Zu den Hauptsehenswürdigkeiten zählen das antike Hippodrom des Konstantin, die Hagia Sophia aus dem 6. Jahrhundert und die Süleymaniye-Moschee aus dem 16. Jahrhundert, die heute allesamt durch Bevölkerungsdruck, industrielle Verschmutzung und unkontrollierte Urbanisierung bedroht sind.

## Beschreibung

Karte von Konstantinopel zur byzantinischen Zeit

Die Altstadt liegt auf einer Halbinsel, die im Norden vom Goldenen Horn (Haliç), einem Naturhafen, im Osten vom Bosporus und im Süden vom Marmarameer umgeben ist. Die historische Halbinsel, auf der sich das ehemalige Byzantium und Konstantinopel entwickelten, war von antiken Mauern umgeben, die ursprünglich von Theodosius II. erbaut wurden.
Die unverwechselbare und charakteristische Silhouette Istanbuls wurde über viele Jahrhunderte hinweg aufgebaut und umfasst die Hagia Sophia, deren gewaltige Kuppel die architektonische und dekorative Kunstfertigkeit des 6. Jahrhunderts widerspiegelt, den Fatih-Komplex und den Topkapı-Palast aus dem 15. Jahrhundert, der bis ins 19. Jahrhundert ausgebaut wurde, den Süleymaniye-Moschee-Komplex und den Şehzade-Moschee-Komplex, Werke des Hofarchitekten Sinan, die den Höhepunkt der osmanischen Baukunst im 16. Jahrhundert darstellen, die Blaue Moschee aus dem 17. Jahrhundert und die schlanken Minarette der 1664 fertiggestellten Neuen Moschee in der Nähe des Hafens.
Bei den vier historischen Bereichen der Welterbestätte handelt es sich um:
- den Archäologischen Park an der Spitze der historischen Halbinsel
- das Süleymaniye-Viertel mit dem Süleymaniye-Moschee-Komplex, den Basaren und den traditionellen Bauten drumherum
- das Zeyrek-Siedlungsgebiet um die Zeyrek-Moschee (die ehemalige Pantokratorkirche) und
- das Gebiet zu beiden Seiten der Theodosianischen Landmauer einschließlich der Überreste des ehemaligen Blachernen-Palastes.

In diesen Gebieten sind architektonische Meisterwerke aufeinanderfolgender Kaiserperioden zu sehen, darunter auch die Sokollu-Mehmed-Pascha-Moschee, das Valens-Aquädukt, die Justinianischen Kirchen Hagia Sophia, Hagia Irene und die Kleine Hagia Sophia (heute die Küçük-Ayasofya-Moschee), das von Kaiserin Irene unter Johannes II. Komnenos gegründete Pantokratorkloster (heute Zeyrek-Moschee), die ehemalige Chora-Kirche mit ihren Mosaiken und Gemälden aus dem 14. und 15. Jahrhundert sowie viele andere außergewöhnliche Beispiele verschiedener Gebäudetypen wie Bäder, Zisternen und Gräber.

Hagia Sophia
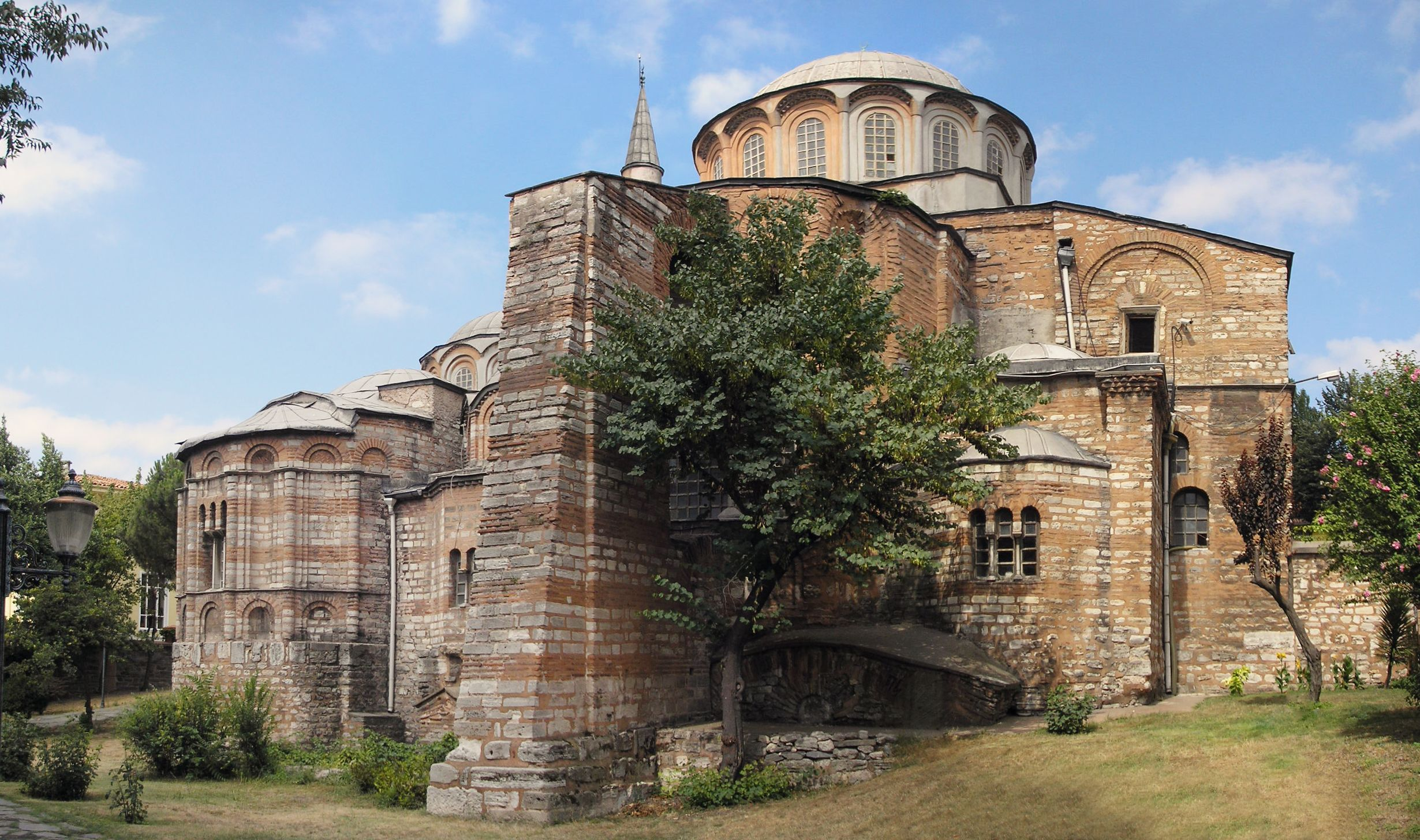
Chora-Kirche
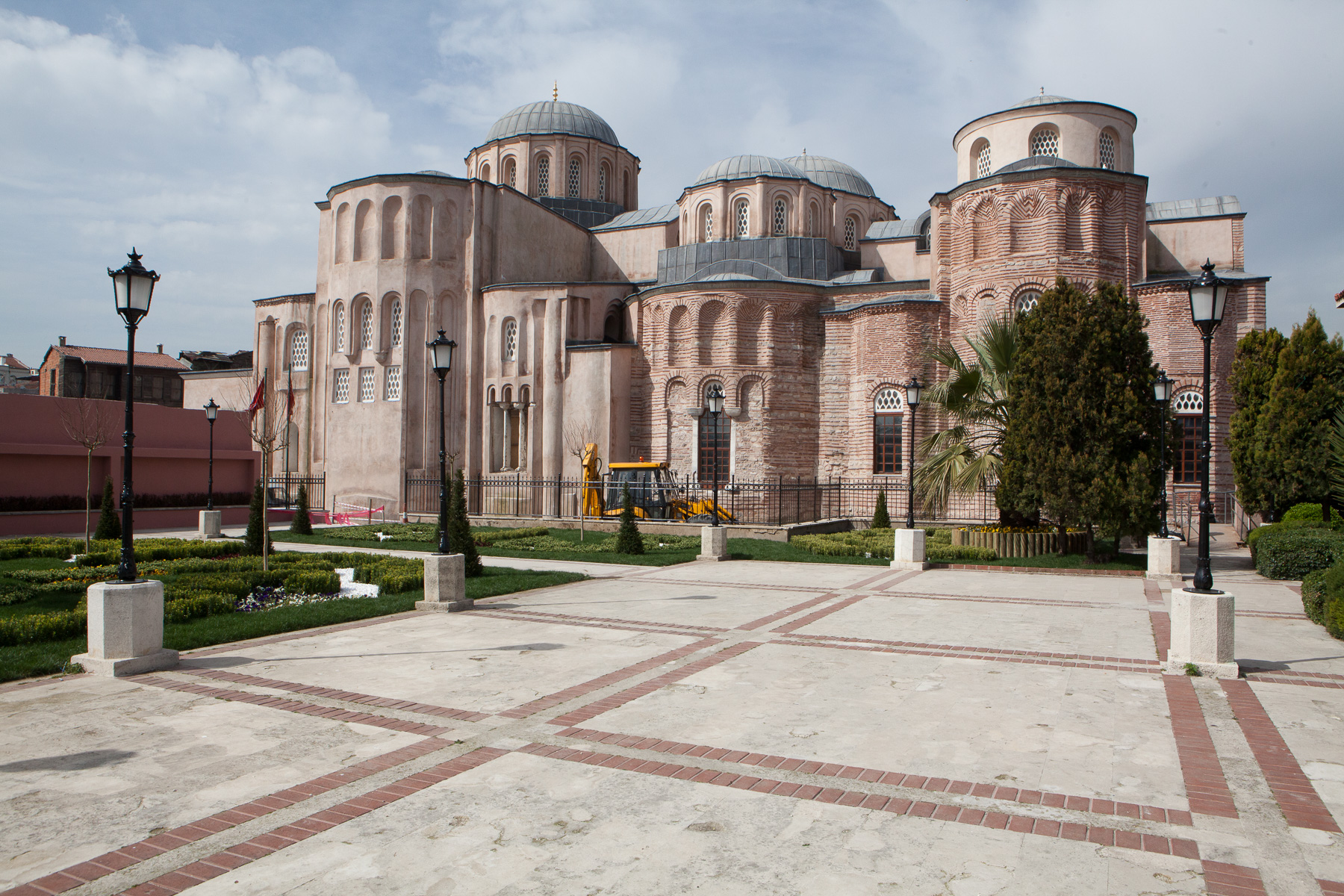
Zeyrek-Moschee
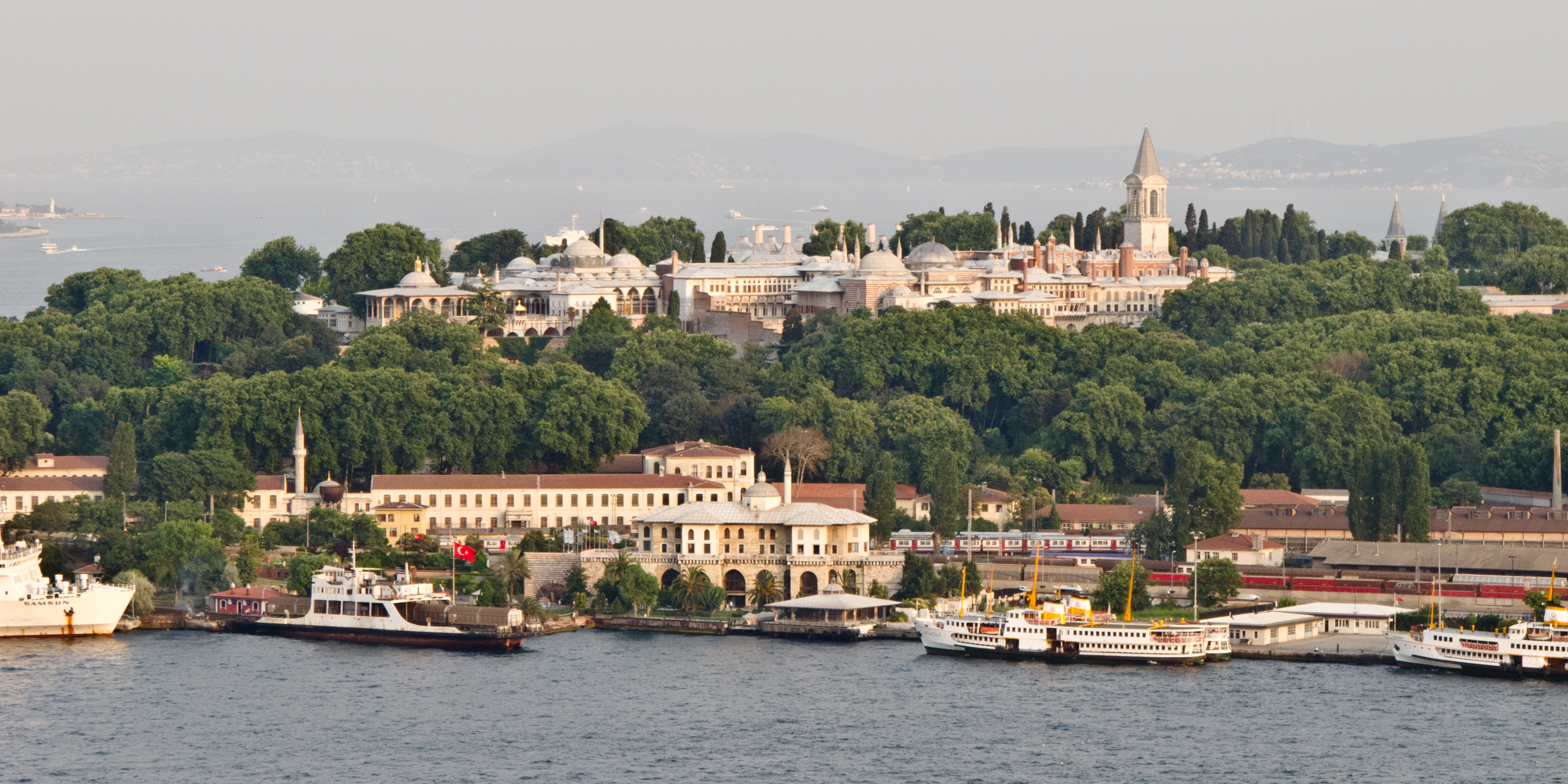
Blick auf den Topkapı-Palast

## Eintragung als Weltkulturerbe

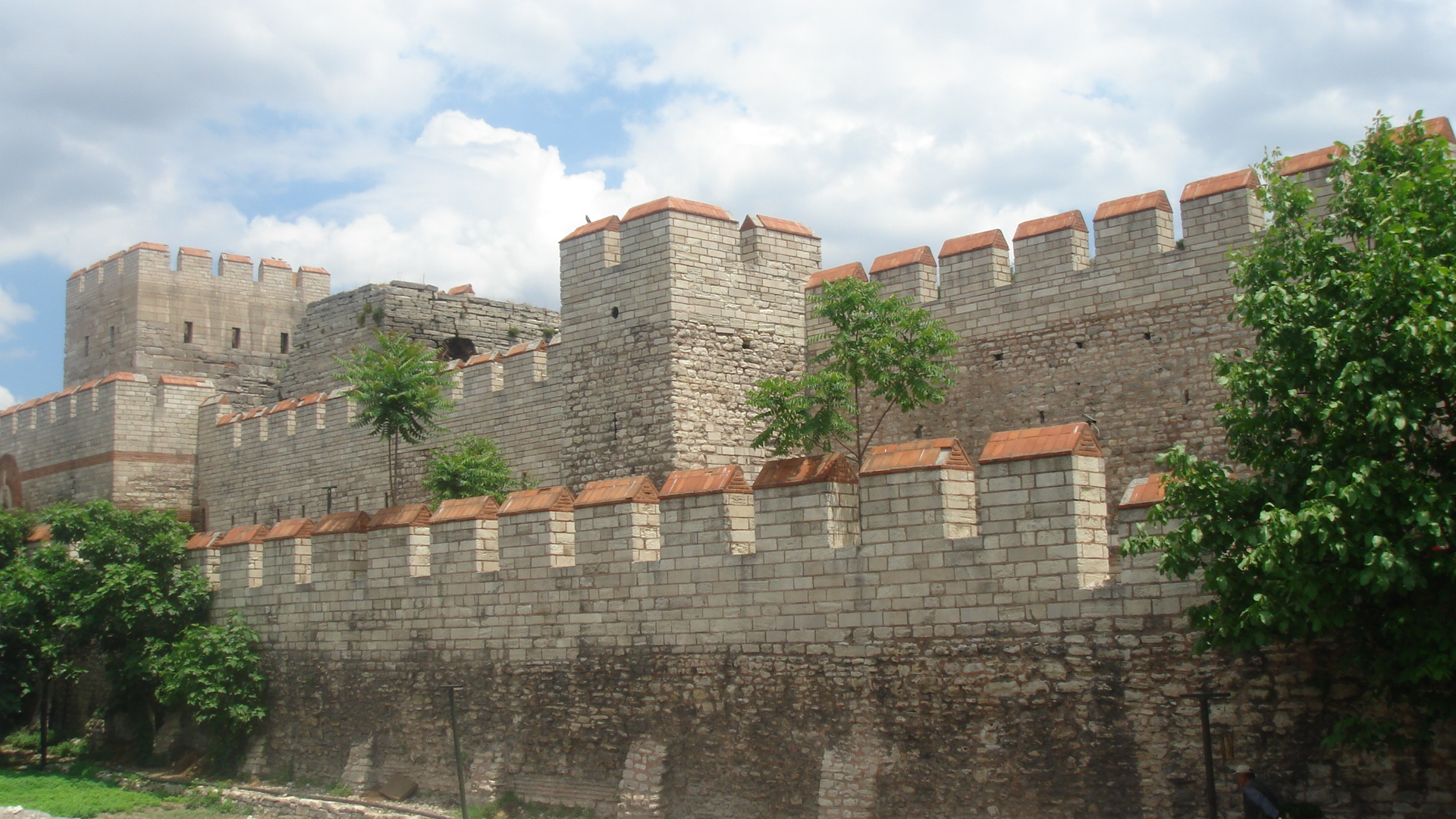
Theodosianische Mauer

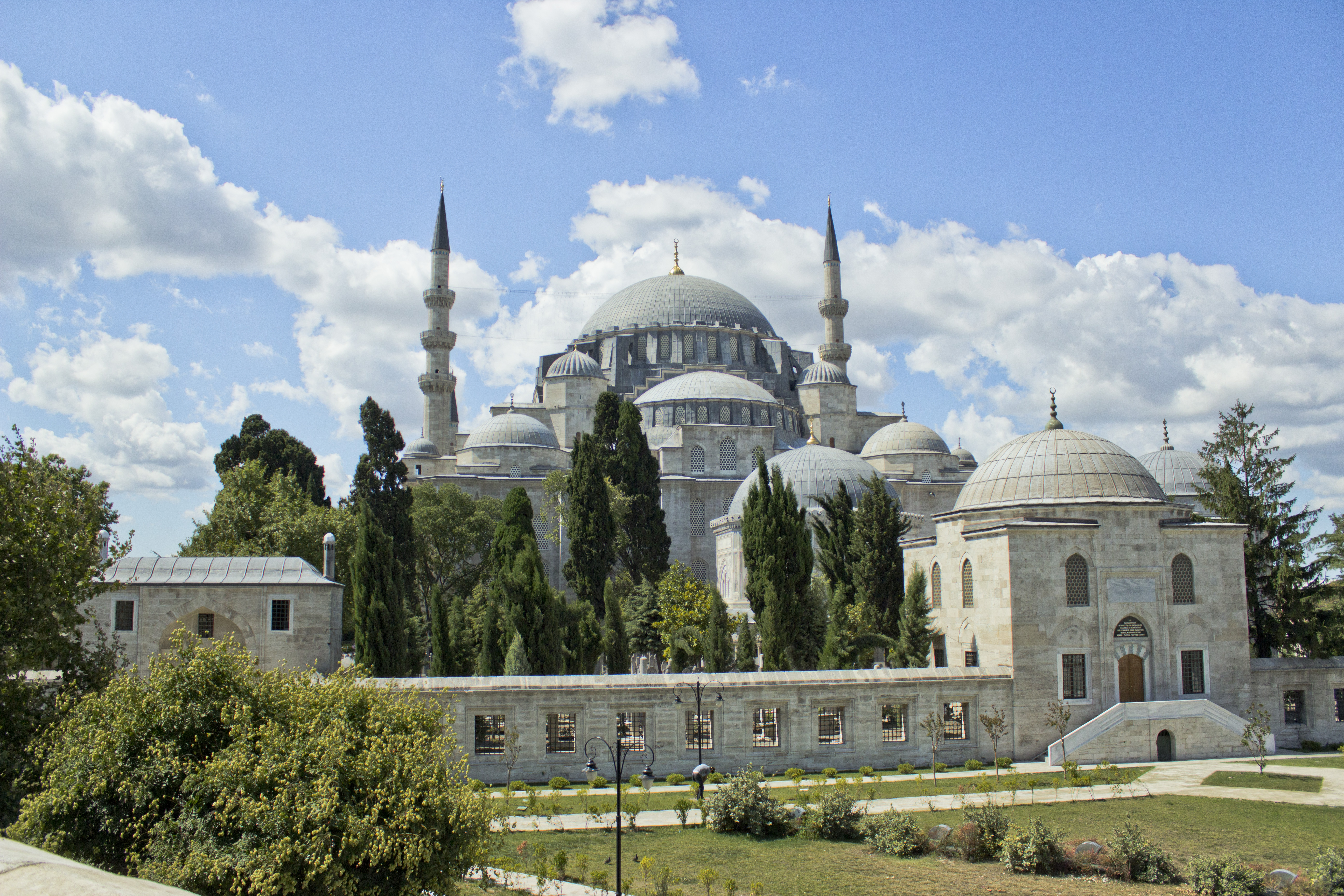
Süleymaniye-Moschee

Die Historischen Bereiche von Istanbul wurden 1985 aufgrund eines Beschlusses der 9. Sitzung des Welterbekomitees als eine der ersten Stätten der Türkei in die Liste des UNESCO-Welterbes eingetragen.
2017 erfolgte eine klare Definition der Grenzen und eine geringfügige Erweiterung um 96,2 Hektar, sodass die Stätte nun insgesamt 765,5 Hektar umfasst.
In der Begründung für die Eintragung heißt es unter anderem:
Der herausragende universelle Wert Istanbuls liegt in seiner einzigartigen Integration architektonischer Meisterwerke, die das Zusammentreffen von Europa und Asien über viele Jahrhunderte hinweg widerspiegeln, und in seiner unvergleichlichen Silhouette, die durch das kreative Genie byzantinischer und osmanischer Architekten geformt wurde.
Die Eintragung erfolgte aufgrund der Kriterien (i), (ii), (iii) und (iv).
(i): Zu den historischen Bereichen Istanbuls gehören Denkmäler, die als einzigartige architektonische Meisterwerke der byzantinischen und osmanischen Periode anerkannt sind, wie die Hagia Sophia, die 532–537 von Anthemios von Tralleis und Isidor von Milet entworfen wurde, und der Komplex der Süleymaniye-Moschee, der 1550–1557 vom Architekten Sinan entworfen wurde.
(ii): Im Laufe der Geschichte haben die Denkmäler Istanbuls erheblichen Einfluss auf die Entwicklung der Architektur, der monumentalen Künste und der Raumorganisation sowohl in Europa als auch im Nahen Osten ausgeübt. So war die 6,65 Meter hohe Landmauer von Theodosius II. mit ihrer zweiten Verteidigungslinie, die 447 geschaffen wurde, einer der führenden Referenzbauten der Militärarchitektur; die Hagia Sophia wurde zum Vorbild für eine ganze Reihe von Kirchen und später Moscheen, und die Mosaiken der Paläste und Kirchen von Konstantinopel beeinflussten sowohl die östliche als auch die westliche Kunst.
(iii): Istanbul birgt ein einzigartiges Zeugnis der byzantinischen und osmanischen Zivilisation durch eine große Anzahl qualitativ hochwertiger Beispiele verschiedenster Gebäudetypen, einige davon mit dazugehörigen Kunstwerken. Dazu gehören Befestigungsanlagen, Kirchen und Paläste mit Mosaiken und Fresken, monumentale Zisternen, Gräber, Moscheen, religiöse Schulen und Badehäuser. Die landestypischen Behausungen um die wichtigsten religiösen Denkmäler in den Vierteln Süleymaniye und Zeyrek sind außergewöhnliche Zeugnisse des spätosmanischen Stadtbildes.
(iv): Die Stadt ist ein herausragendes Ensemble von Denkmälern, architektonischen und technischen Anlagen, die sehr unterschiedliche Phasen der Menschheitsgeschichte veranschaulichen. Insbesondere der Topkapi-Palast und der Süleymaniye-Moschee-Komplex mit seinen Karawansereien, Koranschulen, der medizinischen Fakultät, der Bibliothek, dem Badegebäude, dem Hospiz und den kaiserlichen Gräbern sind herausragende Beispiele für Palastanlagen und religiöse Komplexen aus der osmanischen Zeit.

## Gefährdung und Schutz

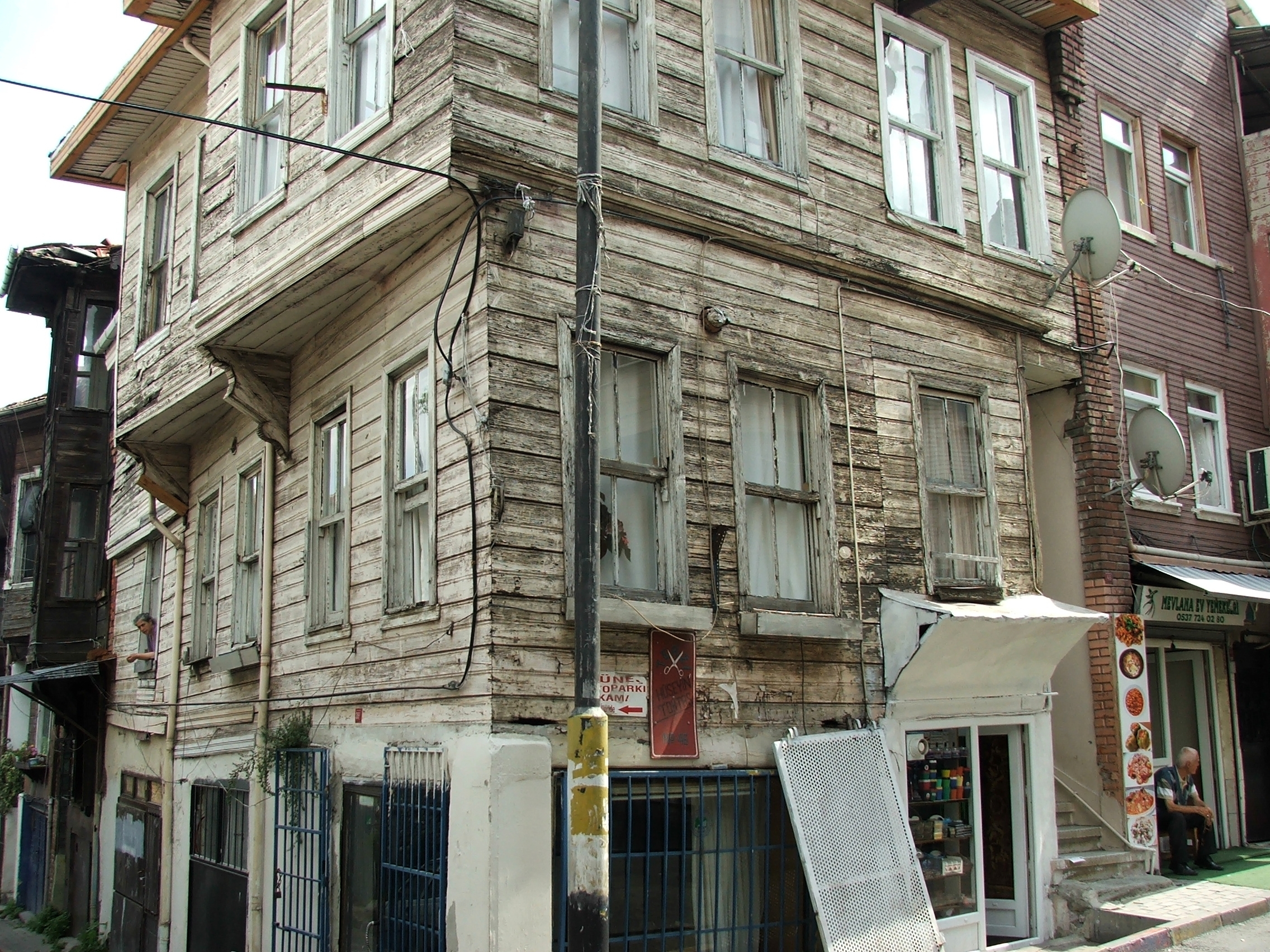
Holzhaus im Viertel Zeyrek

Die traditionellen Holzhäuser in den Vierteln Süleymaniye und Zeyrek wurden zum Zeitpunkt der Einschreibung als gefährdet eingestuft. Trotz der drohenden Veränderungen wurden seither viele Anstrengungen unternommen, um die Holzbauten innerhalb der Stätte zu erhalten und zu stabilisieren. Veränderungen in der Sozialstruktur innerhalb des Gebietes haben sich auch auf die Nutzung dieser Gebäude ausgewirkt.
Das Stadtbild wird durch mangelnde Instandhaltung und Veränderungsdruck bedroht. Die Großstadtgemeinde versucht das Gebiet zu sanieren, um seine heruntergekommenen Teile wiederzubeleben. Die Wiederbelebung der Viertel Süleymaniye und Zeyrek ist ein langwieriges Projekt, das einen langen und sorgfältigen Prozess der Reinigung, Konservierung und Restaurierung erfordert.
Die Historischen Bereiche von Istanbul sind durch nationale Denkmalschutzgesetze rechtlich geschützt. Es gibt keine speziellen Baugesetze zum Schutz von Welterbestätten.
2006 wurde in Istanbul eine Abteilung für Kultur- und Naturstätten eingerichtet, die auch für das Management der Welterbestätte zuständig ist.